# Канцеларија за борбу против трговине људима
Канцеларија за борбу против трговине људима (енгл. Office to Combat Trafficking in Persons) је владина агенција одговорна за координацију напора у борби против трговине људима у Британској Колумбији.

## Историјат
Канцеларија за борбу против трговине људима је формирана 2007. године, чиме је Британска Колумбија постала прва провинција Канаде која се бави трговином људима на формалан начин. У фокусу су људска права, посебно права жртава трговине људима.
Године 2008. Стејт департмент је објавио извештај о трговини људима у Канади који је генерално критиковао Владу Канаде због неуспеха да се позабави тим питањем, али је похвалио напоре Извршног савета Британске Колумбије, посебно наводећи њихово стварање Канцеларије за борбу против трговине људима.
Јуна 2011. Канцеларија за борбу против трговине људима је покренула програм обуке за сертификацију особа које прве реагују да идентификују, заштите и помогну жртвама трговине људима у покрајини. Програм је коштао 106.000 долара, половину је платила Канцеларија за борбу против трговине људима док је остатак покривен од стране Јавне безбедности Канаде и Министарства правде.
Следећег месеца је Извршни савет Британске Колумбије смањио годишњи буџет за Канцеларију за борбу против трговине људима са 500.000 на 300.000 долара укинувши позицију извршног директора и смањењем броја запослених са пуним радним временом на два.
Између 2007. и 2011. године Канцеларија за борбу против трговине људима је пружала услуге више од сто жртава трговине људима у Британској Колумбији.